# Charaxes castor
Hoàng đế khổng lồ hay Charaxes khổng lồ (Charaxes castor) là một loài bướm thuộc họ Nymphalidae. Loài này có ở khắp Africa.
Sải cánh dài 75–85 mm đối với con đực và 85–105 mm đối với con cái. Loài bướm này bay quanh năm but more common vào cuối hè to autumn.
Ấu trùng ăn Bridelia micrantha, Afzelia quanzensis, Tragia spp., Gymnosporia spp., Maytenus senegalensis, Scotia brachypetala, Bredelia micrantha và Cassia fistula.

## Hình ảnh

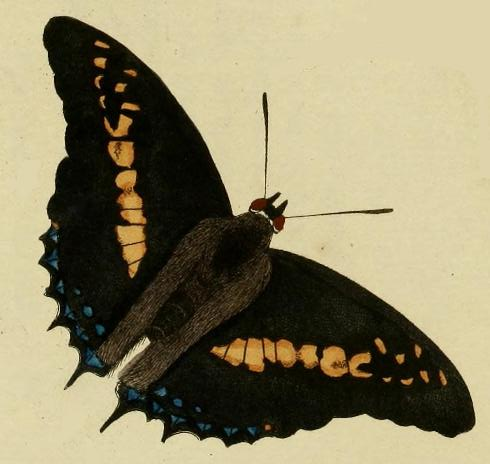
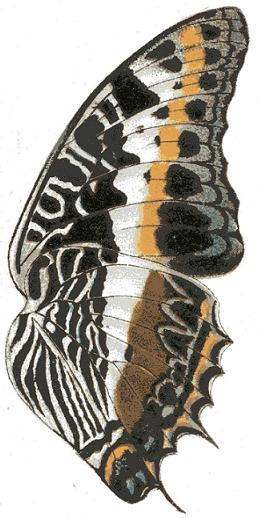
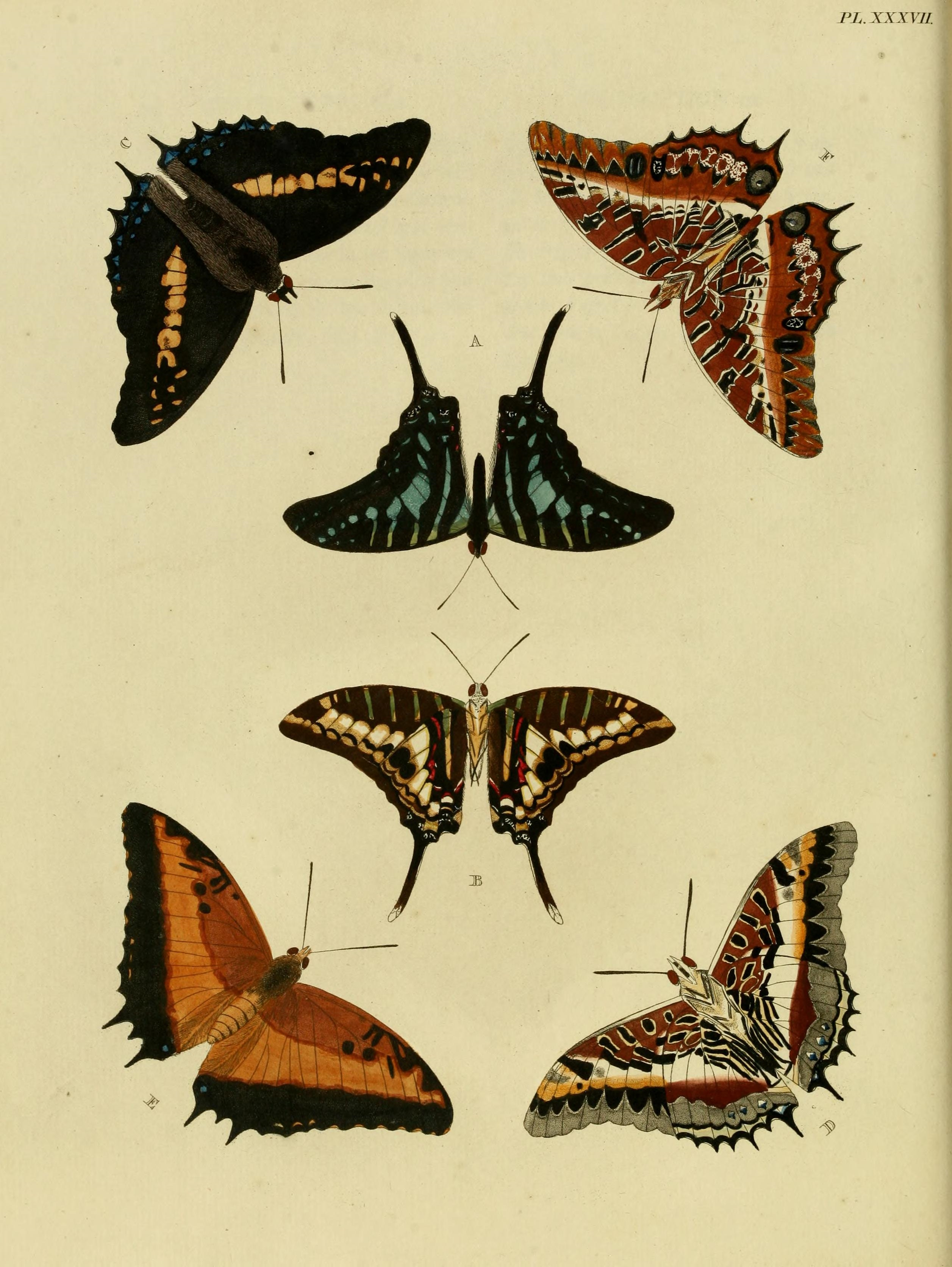

## Subpecies
Listed alphabetically.
- C. c. arthuri van Someren, 1971
- C. c. castor (Cramer, [1775])
- C. c. comoranus Rothschild, 1903
- C. c. flavifasciatus Butler, 1895